# Krankenhaus Rating Report
Der Krankenhaus Rating Report ist eine Reihe von wirtschaftswissenschaftlichen Studien, welche die finanzwirtschaftliche Situation der deutschen Krankenhäuser durch aktuelle und zukünftige Ratings analysiert. Das wichtigste Ziel dabei ist die Schaffung von Transparenz im deutschen Krankenhausmarkt. Daraus abgeleitet ergibt sich der Anspruch, den Entscheidungsträgern auf den verschiedenen Ebenen (Krankenhäuser und deren Geschäftspartner, Politik, Krankenversicherungen, Banken und Investoren) empirisch abgesicherte Erkenntnisse über diesen Markt an die Hand zu geben.

## Geschichte
2004 wurde erstmals unter dem Namen „Insolvenzrisiken von Krankenhäusern – Bewertung und Transparenz unter Basel II“ die Bonität bzw. die Kreditwürdigkeit deutscher Krankenhäuser bewertet. In die Studie flossen Jahresabschlüsse von 212 deutschen Krankenhäusern und extern zugängliche, krankenhausspezifische Daten ein. Unter Berücksichtigung der krankenhausspezifischen Entwicklungen wurden die aktuellen Jahresabschlüsse der einzelnen Kliniken fünf Jahre fortgeschrieben. Seit 2006 erscheint der „Krankenhaus Rating Report“ jährlich. „Pflegeheim Rating Reports“ erscheinen zusätzlich seit 2006, „Reha Rating Reports“ nur in den Jahren 2007 und 2009.

## Aufbau und Ordnung
Die Studien beschreiben sowohl den deutschen Krankenhausmarkt bezüglich Leistungen, Preise, Kosten, Fördermittel und Kapazitäten, als auch die Ratings der Krankenhäuser im Status quo und in Projektionen. Segmentierungen nach Trägerschaft, Region, Spezialisierungsmaß, medizinischer Qualität, Patientenzufriedenheit und Managementstruktur werden durch bi- und multivariaten Analysen bewertet und anhand zahlreicher farbiger Schaubilder, Karten, Tabellen und zahlreichen Benchmarks veranschaulicht. Zudem geben "Sonderanalysen" tiefergehende Einblicke in einzelne Aspekte des Krankenhausmarktes. Die Ergebnisse sind anonymisiert, die Namen und Ratings der untersuchten Häuser werden nicht veröffentlicht.

## Inhaltliche Aspekte
Im aktuellen „Krankenhaus Rating Report 2023 – Die Revolution?!“ wurden über 900 Krankenhäuser analysiert. Es zeigt sich, dass sich die Insolvenzwahrscheinlichkeit deutscher Krankenhäuser im Jahr 2021 mit 1,3 Prozent im Vergleich zum Vorjahr (1,0 Prozent) nahezu unverändert hoch bleibt. Jedes neunte Krankenhaus ist von der Insolvenz bedroht, jedes dritte schreibt rote Zahlen und fast jedes zweite Haus kann nicht ausreichend investieren. 

## Kern-Autoren-Team (an allen Reports beteiligt)
- Sebastian Krolop (Vice President and Partner EMEA Philips Healthcare Transformation Services)
- Boris Augurzky (Leiter Kompetenzbereich “Gesundheit”, Rheinisch-Westfälischen Instituts für Wirtschaftsforschung (RWI) in Essen)
- Christoph M. Schmidt (Präsident des Rheinisch-Westfälischen Instituts für Wirtschaftsforschung (RWI) in Essen und Vorsitzender des Sachverständigenrats zur Begutachtung der gesamtwirtschaftlichen Entwicklung)

## Reports
Bisher sind die folgenden Krankenhaus Rating Reports erschienen:
| Jahr | Titel | Kern-Autoren | ISBN              |
| ---- | --- | --- | ----------------- |
| 2023 | Krankenhaus Rating Report 2023: Die Revolution?! | Boris Augurzky, Johannes Hollenbach, Sebastian Krolop, Daniel Monsees, Adam Pilny, Christoph M. Schmidt, Christiane Wuckel | 978-3-86216-976-4 |
| 2022 | Krankenhaus Rating Report 2022: Vom Krankenhaus zum Geisterhaus? | Boris Augurzky, Johannes Hollenbach, Sebastian Krolop, Daniel Monsees, Adam Pilny, Christoph M. Schmidt, Christiane Wuckel | 978-3-86216-917-7 |
| 2021 | Krankenhaus Rating Report 2021: Mit Wucht in die Zukunft katapultiert | Boris Augurzky, Sebastian Krolop, Adam Pilny, Christoph M. Schmidt, Christiane Wuckel                                      | 978-3-86216-837-8 |
| 2020 | Krankenhaus Rating Report 2020: Ende einer Ära. Aufbruch ins neue Jahrzehnt. | Boris Augurzky, Sebastian Krolop, Adam Pilny, Christoph M. Schmidt, Christiane Wuckel                                      | 978-3-86216-768-5 |
| 2019 | Krankenhaus Rating Report 2019: Das Ende des Wachstums? | Boris Augurzky, Sebastian Krolop, Anne Mensen, Adam Pilny, Christoph M. Schmidt, Christiane Wuckel                         | 978-3-86216-686-2 |
| 2018 | Krankenhaus Rating Report 2018: Personal – Krankenhäuser zwischen Wunsch und Wirklichkeit | Boris Augurzky, Sebastian Krolop, Anne Mensen, Adam Pilny, Christoph M. Schmidt, Christiane Wuckel                         | 978-3-86216-685-5 |
| 2017 | Krankenhaus Rating Report 2017: Strukturfonds – beginnt jetzt die große Konsolidierung? | Boris Augurzky, Sebastian Krolop, Adam Pilny, Christoph M. Schmidt, Christiane Wuckel                                      | 978-3-86216-684-8 |
| 2016 | Krankenhaus Rating Report 2016: Mit Rückenwind in die Zukunft? | Sebastian Krolop, Christoph M. Schmidt, Boris Augurzky                                                                     | 978-3-86216-272-7 |
| 2015 | Krankenhaus Rating Report 2015: Bad Bank für Krankenhäuser – Krankenhausausstieg vor der Tür? | Sebastian Krolop, Christoph M. Schmidt, Boris Augurzky                                                                     | 978-3-86216-229-1 |
| 2014 | Krankenhaus Rating Report 2014: Mangelware Kapital: Wege aus der Investitionsfalle | Sebastian Krolop, Christoph M. Schmidt, Boris Augurzky                                                                     | 978-3862161850    |
| 2013 | Krankenhaus Rating Report 2013: Krankenhausversorgung zwischen Euro-Krise und Schuldenbremse | Sebastian Krolop, Christoph M. Schmidt, Boris Augurzky                                                                     | 978-3-86216-110-2 |
| 2012 | Krankenhaus Rating Report 2012: Krankenhausversorgung am Wendepunkt? | Sebastian Krolop, Christoph M. Schmidt, Boris Augurzky                                                                     | 978-3-86216-095-2 |
| 2011 | Krankenhaus Rating Report 2011: Die fetten Jahre sind vorbei | Sebastian Krolop, Christoph M. Schmidt, Boris Augurzky                                                                     | 978-3-86788-299-6 |
| 2010 | Krankenhaus Rating Report 2010: Licht und Schatten | Sebastian Krolop, Christoph M. Schmidt, Boris Augurzky                                                                     | 978-3-86788-209-5 |
| 2009 | Krankenhaus Rating Report 2009: Im Auge des Orkans | Sebastian Krolop, Christoph M. Schmidt, Boris Augurzky                                                                     | 978-3-86788-116-6 |
| 2008 | Krankenhaus Rating Report 2008: Qualität und Wirtschaftlichkeit | Sebastian Krolop, Christoph M. Schmidt, Boris Augurzky                                                                     | 978-3-86788-040-4 |
| 2007 | Krankenhaus Rating Report 2007: Die Spreu trennt sich vom Weizen | Sebastian Krolop, Christoph M. Schmidt, Boris Augurzky                                                                     | 978-3936454871    |
| 2006 | Hospital Rating Report 2006: Approaches to the Sustainable Financing of Patient Care and Treatment – Development of German Hospitals up to 2010                                                       | Sebastian Krolop, Christoph M. Schmidt, Boris Augurzky                                                                     | 978-3936454895    |
| 2006 | Krankenhaus Rating Report 2006: Wege zu einer nachhaltig finanzierbaren Patientenversorgung – Entwicklung der deutschen Krankenhäuser bis 2010                                                        | Sebastian Krolop, Christoph M. Schmidt, Boris Augurzky                                                                     | 978-3936454550    |
| 2004 | Insolvenzrisiken von Krankenhäusern Bewertung und Transparenz unter Basel II: Eine Analyse aktueller und zukünftiger Ratings von deutschen Krankenhäusern und Handlungsoptionen zu deren Verbesserung | Sebastian Krolop, Christoph M. Schmidt, Boris Augurzky                                                                     | 978-3936454369    |
| 2004 | Das Krankenhaus, Basel II und der Investitionsstau | Sebastian Krolop, Christoph M. Schmidt, Boris Augurzky                                                                     | 978-3936454284    |